# Paul de Chazot
Pour les articles homonymes, voir Chazot (homonymie).
Paul de Chazot est un homme politique français né le 26 décembre 1802 à Mortagne-au-Perche (Orne) et mort le 19 mai 1880 à Eperrais (Orne).
Sorti de l'école militaire de Saint-Cyr en 1822, il sert dans les gardes du corps du roi jusqu'en 1825 puis démissionne pour se consacrer à la gestion de ses propriétés. Conseiller général, il est député de l'Orne de 1858 à 1869, siégeant dans la majorité dynastique.

## Sources
- « Paul de Chazot », dans Adolphe Robert et Gaston Cougny, Dictionnaire des parlementaires français, Edgar Bourloton, 1889-1891 [détail de l’édition]